# تيم كونجدون
تيم كونجدون (بالإنجليزية: Tim Congdon)‏ هو اقتصادي بريطاني، ولد في 28 أبريل 1951.